# Pleasant Dale
Pleasant Dale – wieś w Stanach Zjednoczonych, w stanie Nebraska, w hrabstwie Seward.